# Paracorallium inutile
Paracorallium inutile är en korallart som först beskrevs av Kamakiche Kishinouye 1903.  Paracorallium inutile ingår i släktet Paracorallium och familjen Coralliidae. Inga underarter finns listade i Catalogue of Life.